# Захід сонця: Притулок вампірів
Захід сонця: Притулок вампірів (англ. Sundown: The Vampire in Retreat) — американський комедійний фільм жахів режисера Ентоні Гікокса.

## Сюжет
Багато століть вампіри харчувалися людською кров'ю, вилазячи на нічне полювання із трун. Але часи змінюються. Могутній і благородний граф Мордулак привів залишившихся в живих вампірів в маленьке містечко на американському Заході і запросив до колонії вченого, фахівця з крові, щоб він допоміг їм утриматися від вбивств. Харчуючись штучним кровозамінником, виробленим на установці синтезу, вампіри не лягають вдень спати у свої труни, а просто ховають очі за величезними чорними окулярами. Але деякі вампіри збунтувалися, вимагаючи повернути вікові традиції. Їм доведеться вступити в бій за право пити кров.

## У ролях
- Девід Керрадайн — Мордулак
- Морган Бріттані — Сара
- Брюс Кемпбелл — Ван Хельсинг
- Джим Метцлер — Девід
- Максвелл Колфілд — Шейн
- Дебора Формен — Сенді
- М. Еммет Волш — Морт
- Джон Айрленд — Джефферсон
- Дена Ешбрук — Джек
- Джон Хенкок — Квінтон Канада
- Меріон Ітон — Анна
- Даббс Грір — Отто
- Берт Ремсен — Мілт
- Саншайн Паркер — Мерле
- Хелена Керролл — Медж
- Елізабет Грейсен — Еліс
- Крістофер Бредлі — Чаз
- Кеті МакКуоррі Мартін — Бургунді
- Джек Ейсман — Найджел
- Джордж «Бак» Флауер — Бейлі
- Ерін Гоерлей — Джульєт
- Ванесса Пірсон — Гвен
- Брендан Хьюз — Джеймс
- Жерардо Мейя — Пуккі
- Майк Нажжар — Реймонд
- Філліп Саймон — П'єр
- Кріс Капуто — Dan — особистий охоронець
- Дін Клевердон — вампір 1
- Джей Бернард — вампір 2
- Стюарт Кон — вампір 3
- Філліп Еспозіто — Том «Реднек» Прайор
- Ларрі Барскій — вампір (в титрах не вказаний)